# Едріен Бронер
Едріен Бронер (англ. Adrien Broner, нар. 28 липня 1989) — американський боксер-професіонал, що виступає в першій напівсередній ваговій категорії . Чемпіон світу в чотирьох вагових категоріях: друга напівлегка  (WBO, 2011—2012), легка (WBC, 2012—2014), перша напівсередня (WBA, 2015—2016), напівсередня (WBA, 2013).

## Любительська кар'єра
На любительському рингу провів більше 300 боїв. В 2002 і 2003 роках перемагав на юнацькому турнірі National Silver Gloves Champion. У 2005 році програв у півфіналі Юнацьких Олімпійських ігор. 

## Професіональна кар'єра
Дебютував на профіринзі 31 травня 2008 року.
Перші роки бив різних маловідомих суперників в основному в рамках легкої ваги, лише інколи у другій напівлегкій або першій напівсередній.
19 червня 2010 року в бою проти пуерториканця Карлоса Клаудіо Бронер виграв вакантний молодіжний інтерконтинентальний титул за версією WBC у другій напівлегкій вазі.
15 січня 2011 року переміг співвітчизника Джона Ревіша і завоював вакантний титул чемпіона США за версією WBC у легкій вазі.
Менш ніж через 2 місяці 5 березня Бронер здобув перемогу над досвідченим мексиканцем Даніелем Понсе Де Леоном і виграв вакантний титул інтерконтинентального чемпіона за версією WBO у другій напівлегкій вазі.
18 червня 2011 року здолав технічним нокаутом Джейсона Літзау і завоював вакантний титул чемпіона США за версією WBC у другій напівлегкій вазі.

### Бронер проти Родрігеса
26 листопада 2011 року Едріен у видовищному бою отримав дострокову перемогу у третьому раунді над аргентинцем Мартіном Родрігесом і став володарем вакантного титулу чемпіона світу за версією WBO у другій напівлегкій вазі.
25 лютого 2012 року Бронер захистив титул в бою проти американця Елоя Переза, нокаутувавши його у 4 раунді.
21 липня 2012 року Бронер переміг технічним нокаутом в п'ятому раунді співвітчизника Вінсента Ескобедо, але напередодні бою втратив титул WBO, не вклавшись в рамки другої напівлегкої ваги, ще й виплативши штраф у 60 тис $ за перевищення ваги на 1 кг, після чого вирішив перейти в легку вагу.

### Бронер проти ДеМарко
17 листопада 2012 року Бронер підкорив другу вагову категорію, здолавши чемпіона WBC у легкій вазі мексиканця Антоніо ДеМарко технічним нокаутом. Бронер вигравав по всім статтям, а у 8 раунді ще й послав Антоніо в нокдаун, після чого бій було зупинено.
Наступний бій Бронера 16 лютого 2013 року проти британця Гевіна Ріса закінчився впевненою перемогою Едріена технічним нокаутом в 5 раунді.

### Бронер проти Маліньяджі
Після невдалої спроби організувати об'єднавчий бій з іншим чемпіоном за версією WBO у легкій вазі британцем Рікі Бернсом, Бронер вирішив піднятися на дві вагові категорії вгору - в напівсередню вагу. 22 червня 2013 року було організовано бій з чемпіоном WBA Полом Маліньяджі. Перші раунди були за Полом, його стратегія полягала в тому, щоб великою кількістю серійних ударів швидше вимучити швидкого суперника, щоб той втратив у маневреності в пізніх раундах. Та вже в п'ятому раунді в бій включився Бронер, який все частіше дошкуляв супернику ударами, особливо бойовою правою. В кожному наступному раунді Бронер перебивав чемпіона за кількістю силових ударів, на що Маліньяджі намагався відповідати швидкими серіями, що не наносили особливої шкоди претенденту. Розділеним рішенням суддів новим чемпіоном WBA став Едріен Бронер. Один суддя віддав перемогу Маліньяджі — 115-113, інші два — 117-111, 115-113 на користь Бронера. За цей бій Бронер отримав півтора мільйона доларів, а Маліньяджі на 375 тисяч доларів менше. Чемпіонство в напівсередній вазі зробило Едріена боксером, що став чемпіоном в трьох вагових категоріях вже в 23 роки.

### Бронер проти Майдани
14 грудня 2013 року Бронер проводив перший захист титулу чемпіона WBA у напівсередній вазі. Його суперником був аргентинський боєць Маркос Майдана. До бою фаворитом був Бронер у співвідношенні 1 до 5, однак бій склався не так, як прогнозували. Майдана двічі відправив Бронера в нокдаун у 2 та 8 раундах. Отож, одностайним рішенням суддів перемогу здобув Маркос Майдана — 117-109, 116-109, 115-110. Бронер зазнав першої поразки в кар'єрі та втратив свій титул.
У січні 2014 року, згідно чергового рейтингу WBC, Бронер був позбавлений титулу чемпіона WBC у легкій вазі.
Поразка від Майдани не збила пиху і зарозумілість Едріена, і він оголосив, що його ціль — війти в історію, завоювавши титул в першій напівсередній вазі і ставши наймолодшим чемпіоном світу у чотирьох категоріях.
3 травня 2014 року Бронер у MGM Grand (Лас-Вегас) взяв участь у боксерському шоу, головною подією якого був об'єднавчий бій Флойд Мейвезер - Маркос Майдана. Едріен успішно дебютував у першій напівсередній вазі, перебоксувавши американця Карлоса Моліну. Незважаючи на те, що Бронеру ні разу не вдалося потрясти Моліну, його перевага на суддівських картках була розгромною — 110-90, 99-91 і 98-92. Бронер виграв вакантний титул інтернаціонального чемпіона WBA.
6 вересня 2014 року у рідному Цинциннаті Едріен отримав перемогу над співвітчизником Емануелем Тейлором. Тейлор був активним і викидав багато ударів, але Бронер був точнішим. За кілька секунд до фінального гонга Бронер відправив суперника в нокдаун чудовим аперкотом, і бій закінчився його впевненою перемогою одноголосним рішенням — 115-112 і 116-111 двічі.
7 травня 2015 року в нетитульному бою Бронер переміг одноголосно американця Джона Моліну — двічі 120-108 і 118-110. Гонорар Бронера - 1,25 млн $, Моліни - 450 тис $.

### Бронер проти Портера
20 червня 2015 року в MGM Grand Едріен Бронер в головному бою вечора поступився співвітчизнику Шону Портеру. Поєдинок був доволі рівним, але Шон пробивав більше ударів, а Едріен не був доволі активним. У 12 раунді Бронер зумів надіслати Портера в важкий нокдаун, але судді одноголосно віддали перемогу більш активному Портеру — 118-108, 114-112 і 115-111. Для Бронера ця поразка стала другою після невдачі з Майданою.
За поєдинок Бронер отримав 1,35 млн $, а переможець Портер - лише 1 млн $, що втім стало найбільшим гонораром у його кар'єрі.

### Бронер проти Аллахвердієва
3 жовтня 2015 року в Цинциннаті в бою за вакантний титул чемпіона світу за версією WBA у першій напівсередній вазі Едріен Бронер зустрівся з колишнім чемпіоном світу росіянином Хабібом Аллахвердієвим і здобув перемогу технічним нокаутом у 12-му раунді за 27 секунд до закінчення бою після того, як той перестав захищатись і суддя припинив бій. Для Аллахвердієва ця поразка стала першою достроковою. Крім того, за бій Аллахвердієв отримав у 20 разів менше, ніж Бронер — 50 тис $ проти 1 млн $ у Бронера, який після цієї перемоги став чемпіоном у четвертій ваговій категорії.

### Бронер проти Теофана
1 квітня 2016 року у Вашингтоні в рамках вечора боксу від Premier Boxing Champions відбувся бій Едріен Бронер - Ешлі Теофан, на кону якого був вакантний титул чемпіона світу WBA у першій напівсередній вазі, який міг завоювати лише Теофан, оскільки раніше цей титул належав Бронеру, але він втратив його на взважуванні. Бронер заволодів ініціативою з першого раунду і у кожному раунді перебивав супротивника. У 9 раунді Едріен одним із ударів попав Теофану в пах. Британець почав сигналізувати рефері про порушення, але той, очевидно, не так його зрозумів і вирішив зупинити односторонній бій. ТКО.

### Бронер проти Гранадоса
18 лютого 2017 року у Цинциннаті в бою у рамках напівсередньої ваги зійшлися Едріен Броунер і американець Адріан Гранадос. Бронер до бою був фаворитом, але Гранадос мав перевагу у швидкості і, кружляючи навколо Едріена, проводив комбінації із двох-трьох ударів. Уже в середині поєдинку Бронер почав здавати функціонально, через що йому довелося приймати відкритий бій, крім того збільшилась кількість клінчів. Здавалося, Гранадос за бій напрацював набагато більше, але судді нарахували 97-93 і 96-94 Бронеру і 97-93 Гранадосу. Бронер переміг розділеним рішенням.
Бій Бронера і Гранадоса транслювався на каналі Showtime і показав найкращий рейтинг з часів бою  Вайлдер - Стіверн, який транслювався 17 січня 2015 року. За бій Бронер отримав 1 млн $, Гранадос — 250 тис $.

### Бронер проти Майкі Гарсія
29 липня 2017 року на арені Барклайс-центра у Брукліні, США Едріен Бронер програв непереможному чемпіону за версією WBC у легкій вазі Майкі Гарсія (37-0, 30КО). Більша частина поєдинку пройшла за домінування Гарсії. Лише в останніх 4 раундах Бронер спробував змінити хід бою, але його опонент продовжував викидати безліч ударів, що і призвело до одноголосної перемоги Гарсії — 117-111 і двічі 116-112. Бій проходив у першій напівсередній ваговій категорії. Гарсія став "діамантовим" чемпіоном WBC у першій напівсередній вазі. Гонорар Едріена і Майкі - по 1 млн $.

### Бронер проти Варгаса
21 квітня 2018 року на арені Барклайс-центра відбувся поєдинок двох екс-чемпіонів світу — Едріена Бронера і його співвітчизника Джесі Варгаса. Бій пройшов у проміжній вазі (до 65,3 кг). У першій половині бою у ринзі господарював Варгас, однак у другій половині Бронер активізувався і вирівняв бій. У підсумку судді зафіксували нічию рішенням більшості — 115-113 (Бронеру) і двічі 114-114. Бронер за поєдинок заробив 1 млн $, Варгас - 500 тис $.

### Бронер проти Пак'яо
19 січня 2019 року на MGM Grand у Лас-Вегасі відбувся титульний поєдинок між Едріеном Бронером і "регулярним" чемпіоном WBA у напівсередній вазі філіппінцем Менні Пак'яо. Пак'яо активно розпочав поєдинок, працюючи першим номером, а Бронер розраховував лише на одиночні силові удари. Філіппінець контролював хід бою, викинувши набагато більше ударів. У 7 і 9 раундах він потрясав Бронера затяжними атаками, змушуючи того рятуватись у глухій обороні. Пак'яо здобув перемогу одноголосним рішенням (117-111 і двічі 116-112) і захистив титул WBA Regular.
Бій Бронер - Пак'яо зібрав хороший рейтинг по продажу платних трансляцій pay-per-view на телеканалі Showtime - більше 400 тисяч передплатників. За поєдинок Бронер отримав 2,5 млн $ і відсотки від бонусів, а Пак'яо — 10 млн $ і відсотки від продажу PPV і квитків.

## Фільмографія
| Фільми | Фільми                        | Фільми                          | Фільми | Фільми         |
| Рік    | Назва(орг.)                   | Назва(пер.)                     | Роль   | Примітки       |
| ------ | ----------------------------- | ------------------------------- | ------ | -------------- |
| 2012   | 2 Days: Adrien Broner         | 2 Дні: Едріен Бронер            | Камео  | Документальний |
| 2012   | 2 Days: Adrien Broner Part II | 2 Дні: Едріен Бронер Частина II | Камео  | Документальний |
| 2013   | A Day in the Life             | День у житті                    | Камео  | Документальний |

## Хобі
У вільний час Едріен пише реп-композиції. Виконував кілька треків спільно з відомими виконавцями — Soulja Boy і Rick Ross.

## Скандали
Едріен Бронер неодноразово потрапляв у скандальні ситуації.
2014 року відразу після бою з Карлосом Моліною в інтерв'ю у прямому ефірі він дозволив собі расові висловлювання.
2017 року він нокаутував чоловіка під час автограф-сесії.  Того ж року знаходився за кермом автомобіля без водійського посвідчення і страховки, а потім проігнорував виклик до суду.
Навесні 2020 року Бронер був заарештований за водіння у нетверезому стані. Восени того ж року був відправлений до в’язниці за неповагу до суду.
2021 року знов потрапив до в'язниці за керування транспортом у нетверезому стані.